# Communauté de communes du Chablisien
La communauté de communes du Chablisien est une ancienne communauté de communes française, située dans le département de l'Yonne.
Créée le 2 décembre 1999, elle disparait le 1er janvier 2014. Ses communes membres sont alors intégrées à la communauté de communes du Pays chablisien.

## Histoire
Nitry intègre la communauté de communes au 1er janvier 2013.

## Composition
Elle est composée des communes suivantes :
| Nom                     | Code Insee | Gentilé       | Superficie (km2) | Population (dernière pop. légale) | Densité (hab./km2) |
| ----------------------- | ---------- | ------------- | ---------------- | --------------------------------- | ------------------ |
| Chablis (siège)         | 89068      | Chablisiens   | 38,83            | 2 291 (2014)                      | 59                 |
| Aigremont               | 89002      |               | 6,82             | 76 (2014)                         | 11                 |
| Beine                   | 89034      | Beinois       | 21,57            | 539 (2014)                        | 25                 |
| Chemilly-sur-Serein     | 89095      | Chemilliens   | 13,00            | 156 (2014)                        | 12                 |
| Chichée                 | 89104      | Chichéens     | 18,78            | 333 (2014)                        | 18                 |
| Courgis                 | 89123      | Courgisiens   | 10,04            | 265 (2014)                        | 26                 |
| Fleys                   | 89168      |               | 8,17             | 184 (2014)                        | 23                 |
| Fontenay-près-Chablis   | 89175      | Fontaniens    | 5,05             | 140 (2014)                        | 28                 |
| Lichères-près-Aigremont | 89224      |               | 16,37            | 164 (2014)                        | 10                 |
| Nitry                   | 89277      | Nitriats      | 34,70            | 368 (2014)                        | 11                 |
| Préhy                   | 89315      |               | 14,00            | 148 (2014)                        | 11                 |
| Poilly-sur-Serein       | 89303      | Poillysiens   | 21,28            | 285 (2014)                        | 13                 |
| Saint-Cyr-les-Colons    | 89341      | Saint-cyriens | 34,77            | 444 (2014)                        | 13                 |

## Compétences
- Collecte et traitement des déchets des ménages et déchets assimilés
- Protection et mise en valeur de l'environnement
- Création, aménagement, entretien et gestion de zone d'activités industrielle, commerciale, tertiaire, artisanale ou touristique
- Action de développement économique (Soutien des activités industrielles, commerciales ou de l'emploi, Soutien des activités agricoles et forestières...)
- Tourisme
- Construction ou aménagement, entretien, gestion d'équipements ou d'établissements culturels, socioculturels, socioéducatifs, sportifs
- Activités périscolaires
- Activités culturelles ou socioculturelles (Festival du Chablisien)
- Activités sportives
- Aménagement rural
- Etudes et programmation
- Création, aménagement, entretien de la voirie
- Opération programmée d'amélioration de l'habitat (OPAH)
- Acquisition en commun de matériel
- Autres

## Autres adhésions
- Syndicat mixte pour l'amélioration de l'habitat de la Basse-Vallée du SEREIN
- Syndicat Mixte d'Etude pour la valorisation et le traitement des déchets ménagers et assimilés Centre Yonne

### Sources
- Le SPLAF (Site sur la Population et les Limites Administratives de la France)
- La base ASPIC